# 王涛江
王涛江（1915年—1995年1月15日），原名魏开温，男，山西繁峙人，中华人民共和国政治人物，曾任中共中央调查部副部长、中直机关党委副书记，第三届全国人大代表，第五、六、七届全国政协委员。